# Phú Hòa (Bình Dương)
Phú Hòa is een phường van Thủ Dầu Một, een stad in de provincie Bình Dương. Een belangrijke toegangsweg is de Quốc lộ 13.